# بئر باحشوان (حورة)
'

تعديل مصدري - تعديل

بئر باحشوان هي إحدى قرى عزلة حوره بمديرية حورة التابعة لمحافظة حضرموت، بلغ تعداد سكانها 28 نسمة حسب تعداد اليمن لعام 2004.